# Mari Rauhala
Mari Rauhala (ur. w 1977) – fińska biegaczka narciarska, dwukrotna medalistka mistrzostw świata juniorów.
Po raz pierwszy na arenie międzynarodowej pojawiła się w lutym 1996 roku podczas mistrzostw świata juniorów w Asiago. Zajęła tam ósme miejsce w biegu na 5 km techniką klasyczną. Na rozgrywanych rok później mistrzostwach świata juniorów w Canmore zdobyła srebrne medale w sztafecie i w biegu na 5 km stylem klasycznym.
W zawodach Pucharu Świata zadebiutowała 5 stycznia 1999 roku w Otepää, gdzie zajęła 43. miejsce w biegu na 10 km klasykiem. Jeszcze kilkakrotnie startowała w zawodach tego cyklu, ale nigdy nie zdobyła punktów do klasyfikacji generalnej. Nigdy też nie wzięła udziału w mistrzostwach świata ani igrzyskach olimpijskich.

## Osiągnięcia

### Mistrzostwa świata juniorów
| Miejsce | Dzień       | Rok  | Miejscowość | Konkurencja            | Wynik   | Strata | Zwyciężczyni      |
| ------- | ----------- | ---- | ----------- | ---------------------- | ------- | ------ | ----------------- |
| 8.      | 31 stycznia | 1996 | Asiago      | 5 km stylem klasycznym | 15:01,8 | +48,5  | Maija Puukilainen |
| 2.      | 12 lutego   | 1997 | Canmore     | 5 km stylem klasycznym | 14:28,7 | +22,0  | Kristina Šmigun   |
| 2.      | 14 lutego   | 1997 | Canmore     | Sztafeta 4x5 km        | 57:18,7 | +25,0  | Włochy            |

### Puchar Świata

#### Miejsca w klasyfikacji generalnej
- sezon 1998/1999: -
- sezon 1999/2000: -
- sezon 2000/2001: -